# Phố Nhà Hỏa

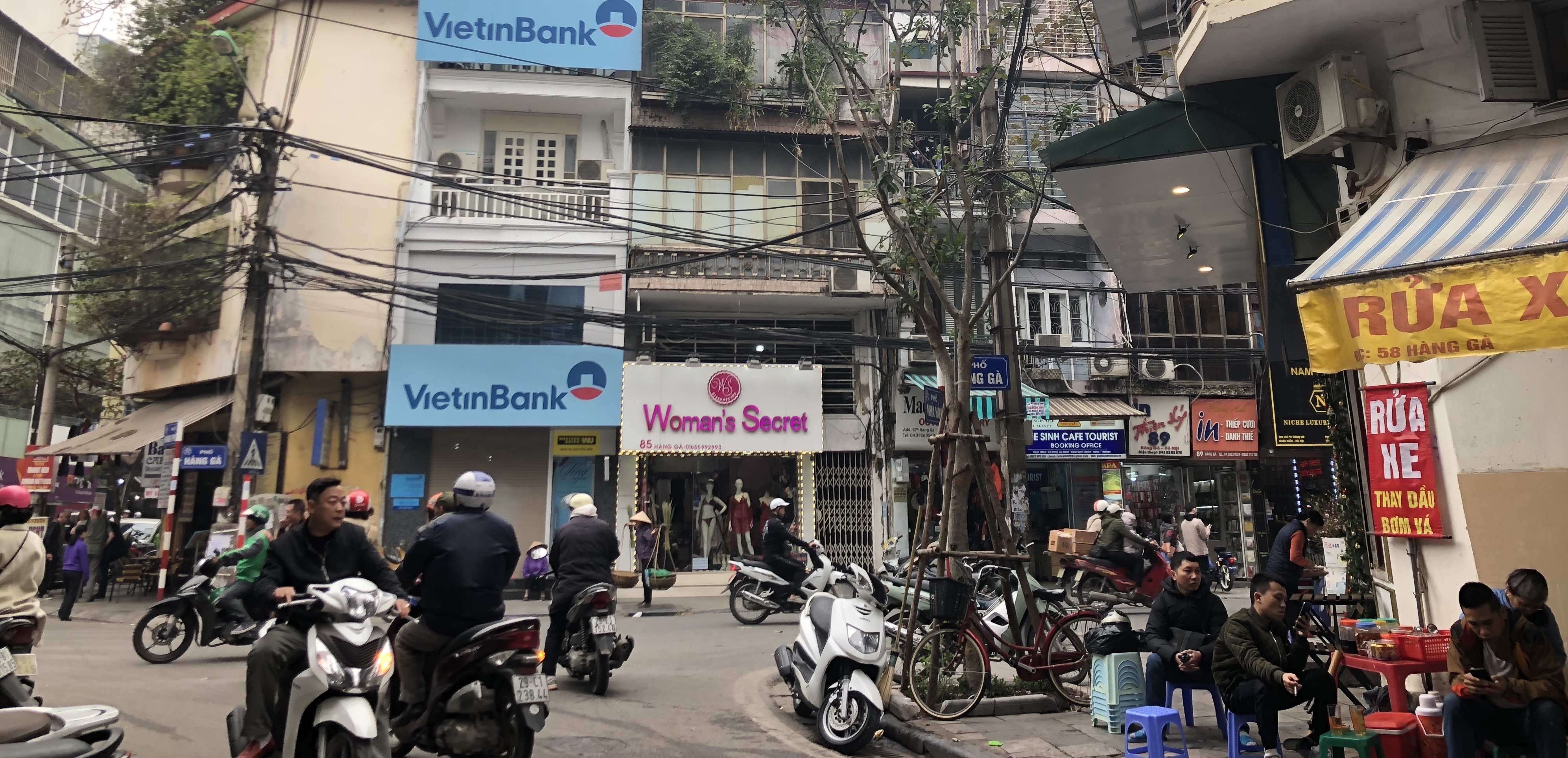
Góc phố Nhà Hỏa - Hàng Gà ngày nay

Phố Nhà Hỏa là một con phố thuộc khu phố cổ Hà Nội. Phố dài 128m, rộng 6m bắt đầu từ ngã năm phố Hàng Gà, Hàng Điếu, Hàng Phèn, Cửa Đông đến góc phố Đường Thành và Bát Đàn. Phố thuộc phường Cửa Đông, quận Hoàn Kiếm.

## Lịch sử
Phố Nhà Hỏa tuy rất ngắn nhưng cả hai đầu đều giáp ngã năm. Theo tấm bản đồ vẽ năm 1831, phố xưa kia chạy dọc theo dãy hào phía ngoài mang cá bảo vệ cửa Chính Đông của thành Hà Nội. Do đó, lòng đường cũ không hoàn toàn trùng với phố Rue Feitshamel khi Thực dân Pháp quy hoạch lại khu đất này. Đoạn giáp phố Hàng Điếu vốn là đất thôn Yên Nội và đoạn giáp phố Đường Thành thuộc đất thôn Tân Khai. Sau Cách mạng Tháng 8, phố được đổi tên thành phố Nhà Hỏa.

## Đền Hỏa Thần
Sở dĩ có phố có tên Nhà Hỏa vì ở vì đoạn giáp phố Hàng Điếu thuộc khu Yên Nội có ngôi đền Nhà Hỏa thờ thần Hỏa (nay là số 30, Hàng Điếu) nên cũng được gọi là thôn Nhà Hỏa. Khoảng thế kỉ XIX, những dãy nhà lợp mái tranh thường xuyên xảy ra hỏa hoạn. Sách còn chép: đầu năm 1828 có vụ cháy 200 nhà, giữa năm cháy 1420 nhà của 27 phường. Đến năm 1837 lại cháy thêm 1400 nhà nữa. Vì thế người dân đã lập ngôi đền thờ thần Hỏa, cầu xin thần dập lửa. Nhưng đến năm 1885, ở khu phố vẫn cháy nhiều.
Ở đền có quả chuông lớn để báo động khi có cháy. Hiện nay, đền Nhà Hỏa là đền duy nhất thờ thần Hỏa ở Việt Nam. Năm 1999, ngôi đền được xếp hạng di tích lịch sử.

## Mô tả
Phố Nhà Hỏa vừa nhỏ lại vừa lọt thỏm vào phía sau các phố lớn hơn cho nên trước thập niên 1990 khá vắng người và xe cộ đi lại. Dọc theo hai bên mặt đường có nhiều quãng chỉ là cửa sau của những ngôi nhà lớn thuộc phố Cửa Đông, Hàng Điếu, Bát Đàn.
Đây là phố xép, mặt đường và hè phố không rộng, hai bên đường chỉ lác đác vài cây nhỏ. Vào trước thập niên 1980, chỉ có vài ngôi nhà quay ra mặt vỉa hè phố Nhà Hỏa. Phố này còn có hai ngõ nhỏ lẻ ở bên số lẻ, đi sâu vào trong có nhiều căn hộ nhỏ là khu phụ thuộc của những tòa nhà lớn bên phố Cửa Đông.
Ngày nay, phố đã khang trang hơn với những ngôi nhà gác, cửa hiệu sầm uất và có cửa hàng ép biển số xe nổi tiếng. Tuy vậy, gần đây, nhiều dịch vụ rửa xe xuất hiện làm hè phố ẩm ướt và có nguy cơ tắc cống.